# Shulchan Arukh
Shulchan Arukh eller Shulchan Aruch er et jødisk værk af rabbiner Josef Karo, der boede i Israel-området i byen Safed. Shulchan Arukh blev nedskrevet i 1560 og blev accepteret i 1570 af de fleste jødiske ledere.
Før Shulchan Arukh blev lavet, var der mange forskellige slags regelsæt for, hvad jøder skulle overholde. Derfor besluttede Josef Karo sig for, at samle de mest betydningsfulde jødiske skrifter. Der var nemlig stor uenighed blandt de forskellige jødisk skrifter, om hvilke regler der skulle gælde hvilke steder. Fx var der nogen der mente, at jøder ikke måtte spise bønner under pesach-dagene, mens andre mente, at jøder godt måtte.
Josef Karo samlede de forskellige regelsæt, og undersøgte om der var meninger mht. de jødiske regler, der gik igen. De meninger som var i flertal, gjorde han til lov, mens mindretallet blev efterladt, men dog ikke glemt. 
Sefardiske jøder følger i hovedsag Shulchan Arukh, mens ashkenaziske jøder i hovedsag følger Moses Isserlis' kommentar dertil, Mappa. 
Shulchan Arukh består af 4 dele, som hver især omhandler hvert sit emne:
Orach Chayim – beskæftiger sig med dagligdagen, sabbaten og helligdagene.
Yoreh Dea – beskæftiger sig med kashrut, eder, omskæring, seksualitet, velgørenhed, begravelse, lig, mezuza, love for førstefødte.
Even Haezer – beskæftiger sig med ægteskab og skilsmisse
Choshen Mishpat – beskæftiger sig med jødisk retssystem, økonomiske skader, arvinger, tyveri, lån og tabte legemer.